# Brigid Berlin
Brigid Berlin nebo také Brigid Polk (6. září 1939 New York – 17. července 2020) byla americká herečka. Jejím otcem byl Richard E. Berlin, prezident společnosti Hearst Foundation. V roce 1964 se poprvé potkala s Andym Warholem a zanedlouho se stala významnou osobností v jeho uměleckém ateliéru The Factory. Vystupovala v mnoha jeho filmech, včetně Chelsea Girls (1966), Four Stars (****) (1967), Women in Revolt (1972) a Andy Warhol's Bad (1977). Ve filmu Warholka z roku 2006 ji ztvárnila anglická herečka Tara Summers. V roce 1970 nahrála koncert skupiny The Velvet Underground; záznam později vyšel pod názvem Live at Max's Kansas City.

## Filmografie

### Film
| Rok  | Název                      | Role                   | Poznámky    |
| ---- | -------------------------- | ---------------------- | ----------- |
| 1967 | Bike Boy                   | Žena s manželem        |             |
| 1967 | The Nude Restaurant        | Dívka ve vaně          |             |
| 1967 | Imitation of Christ        | Matka                  |             |
| 1967 | Four Stars                 | Ondinina žena          |             |
| 1967 | Tub Girls                  |                        |             |
| 1968 | The Loves of Ondine        | Manželka Ondina        |             |
| 1970 | School Play                | Minima                 |             |
| 1971 | Women in Revolt            | Majitelka baru         |             |
| 1972 | Ciao Manhattan             | Brigid                 |             |
| 1977 | Bad                        | Estelle                |             |
| 1987 | The Critical Years         | Matka                  | krátký film |
| 1994 | Šest vražd stačí, maminko! | Zlá dáma               |             |
| 1998 | Pecker                     | Super Market Rich Lady |             |
| 2008 | The Feature                |                        |             |